# Joëlle Numainville
Joëlle Numainville (nascida em 20 de novembro de 1987) é uma ciclista canadense que participa em competições de ciclismo de estrada. Ela representou o Canadá nos Jogos Olímpicos de Verão de 2012 em Londres na prova de estrada individual, terminando na décima segunda colocação.